# Octavia E. Butler
Octavia Estelle Butler (Pasadena, 22. srpnja 1947. – 24. veljače 2006.) bila je afroamerička kalifornijska spisateljica znanstvene fantastike. Više je puta osvajala nagrade Hugo i Nebula, a 1995. godine svojila je MacArthurovu stipendiju.

## Rani život
Butler je rođena u Pasadeni u Kaliforniji 22. lipnja 1947. godine. U mladosti je izgubila oca. Butler je odgojila njezina majka koja je radila kao sobarica. Rano je počela stvarati vlastite priče. Butler je bila disleksična, ali nije dopustila da joj taj izazov spriječi u razvoju ljubavi prema knjigama. Pisanje je učinila svojim životnim pozivom već s deset godina. Kao dijete bila je poznata po svojoj sramežljivosti i impresivnoj visini. 
Pohađala je mnoge fakultete. Diplomu suradnika stekla je na gradskom koledžu u Pasadeni. Također je otišla na Državno sveučilište u Kaliforniji i na Kalifornijsko sveučilište u Los Angelesu.

## Javni život
Butler je studirala beletristiku kod Harlana Ellisona i postala je autor knjiga za djecu i odrasle. Bila je hvaljena spisateljica znanstvene fantastike. Važne knjige koje je napisala bile su Pattermaster i Mind of My Mind. Godine 1984. godine osvojila je priznanje za najbolju kratku priču za Govor zvukova i nagradu Nebula. Octavia je bila poznata po afroameričkom Spiritualizmu.

## Smrt
Butler je umrla u svojoj kući od moždanog udara u Seattlu u Washingtonu 24. veljače 2006. godine.